# Magergöl (Gladhammars socken, Småland)
Magergöl är en sjö i Västerviks kommun i Småland och ingår i Storån-Botorpsströmmens kustområde. Sjön har en area på 0,0616 kvadratkilometer och ligger 62,2 meter över havet.

## Delavrinningsområde
Magergöl ingår i det delavrinningsområde (639989-153879) som SMHI kallar för Inloppet i Hyttegöl. Medelhöjden är 53 meter över havet och ytan är 11,58 kvadratkilometer. Räknas de 2 avrinningsområdena uppströms in blir den ackumulerade arean 34,38 kvadratkilometer. Avrinningsområdets utflöde Gunneboån mynnar i havet. Avrinningsområdet består mestadels av skog (63 procent), öppen mark (14 procent) och jordbruk (15 procent). Avrinningsområdet har 0,56 kvadratkilometer vattenytor vilket ger det en sjöprocent på 4,8 procent.